# Oleksandr Bedewka
Oleksandr Oleksandrowytsch Bedewka (ukrainisch Олександр Олександрович Бедевка, englische Transkription: Oleksandr Bedevka; * 8. Mai 1983 in Mariupol, Ukrainische SSR) ist ein ukrainischer Billardspieler, der in der Billardvariante Russisches Billard antritt.
Er wurde 2010 ukrainischer Meister in der Disziplin Freie Pyramide und 2011 Vizemeister.

## Karriere
Oleksandr Bedewka trat 1999 erstmals auf nationaler Ebene in Erscheinung, als er bei der ukrainischen Meisterschaft unter anderem Serhij Iwaniwskyj besiegte und das Viertelfinale erreichte. 2005 gelangte er beim Witalij-Massol-Pokal ins Viertelfinale.
Ab 2006 nahm er regelmäßig am Europacup teil. Nachdem Bedewka 2006 nicht über die Runde der letzten 64 hinaus gekommen war, erreichte er 2007 beim ukrainischen Unabhängigkeitspokal das Achtelfinale. 2008 nahm Bedewka an keinem größeren Turnier teil und in den beiden folgenden Jahren scheiterte er im Europacup stets im Sechzehntelfinale.
Im Juni 2010 wurde Bedewka durch einen 7:3-Finalsieg gegen Jewhen Palamar ukrainischer Meister in der Freien Pyramide. Auf internationaler Ebene blieb er im selben Jahr hingegen erfolglos. So scheiterte er in der Qualifikation zur Weltmeisterschaft, schied beim Kremlin Cup in der Vorrunde aus und kam bei den Prince Open nicht über das Sechzehntelfinale hinaus. Im Dezember zog er beim Finalturnier der Serie Buffalo Cup, bei der er Anfang 2010 einmal ins Halbfinale gelangt war, ins Endspiel ein, in dem er Jaroslaw Tarnowezkyj mit 0:2 unterlag.
Anfang 2011 schied Bedewka bei der nationalen Kombinierte-Pyramide-Meisterschaft in der Runde der letzten 32 aus. In den folgenden Wochen erreichte er im Weltcup zweimal das Viertelfinale und bei den Prince Open das Achtelfinale, bevor er im April bei der ukrainischen Freie-Pyramide-Meisterschaft ins Finale einzog, in dem er sich Oleksandr Bojko mit 2:6 geschlagen geben musste. Im weiteren Jahresverlauf scheiterte er zumeist früh, so blieb er bei der Europameisterschaft sieglos, schied in der Qualifikation zur WM aus und beim Kremlin Cup in der Runde der letzten 64. Zu seinen besten Ergebnissen gehörten das Erreichen des Halbfinals beim Ostrowskyj-Pokal und der Viertelfinaleinzug bei den Prince Open im Dezember.
2012 erreichte Bedewka unter anderem einmal das Achtelfinale im Weltcup und das Viertelfinale beim Ostrowskyj-Pokal, bevor er bei der nationalen Freie-Pyramide-Meisterschaft in der Runde der letzten 32 gegen Artur Piwtschenko verlor und beim Savvidi Cup in der Vorrunde ausschied. Im November 2012 nahm er erstmals an einer Weltmeisterschaft teil; in der Dynamischen Pyramide besiegte er unter anderem Armen Gabrieljan, bevor er in der Runde der letzten 32 seinem Landsmann Dmytro Biloserow unterlag.
Anfang 2013 gewann Bedewka bei der ukrainischen Meisterschaft in der Kombinierten Pyramide nach einer Halbfinalniederlage gegen den späteren Turniersieger Dmytro Biloserow die Bronzemedaille und erreichte in der Freien Pyramide das Viertelfinale, in dem er gegen Wladyslaw Kossohow verlor. Dazwischen lag seine erste Teilnahme an der Kombinierte-Pyramide-WM, bei der er nach einem Auftaktsieg gegen Maissei Atabajew dem Russen Juri Paschtschinski in der Runde der letzten 32 unterlag. Im September 2013 besiegte er bei der Freie-Pyramide-WM Wadim Polewoi, Alexander Murawjow und Asslan Dschorokulow und zog erstmals ins Achtelfinale ein, in dem er sich seinem Landsmann Jewhen Nowossad mit 5:7 geschlagen geben musste. Daneben erreichte er 2013 unter anderem das Achtelfinale der Prince Open, den 25. Platz beim Savvidi Cup und den 49. Platz bei den St. Petersburg Open.
Im Jahr 2014 schied Bedewka im Weltcup und bei anderen größeren Turnieren früh aus, zu seinen besten Ergebnissen gehörten das Erreichen des Sechzehntelfinals beim Kremlin Cup und der Runde der letzten 64 beim Savvidi Cup, während er bei der ukrainische Freie-Pyramide-Meisterschaft in der Vorrunde scheiterte. Im Juni und Dezember 2014 gewann er zwei kleinere Turniere im russischen Brjansk.
Anfang 2015 gewann er ein weiteres Turnier in Brjansk, diesmal durch einen Finalsieg gegen den Belarussen Illja Kasatschenka. Im weiteren Verlauf des Jahres erreichte Bedewka unter anderem einmal die Runde der letzten 32 im Weltcup, das Achtelfinale beim Savvidi Cup und das Sechzehntelfinale bei der ukrainischen Meisterschaft.
Im März 2016 erreichte Bedewka bei der nationalen Kombinierte-Pyramide-Meisterschaft das Halbfinale, in dem er gegen Wladyslaw Kossohow verlor. Wenige Tage später besiegte er bei der Weltmeisterschaft in derselben Disziplin unter anderem Nodirbek Mirzayev und gelangte ins Achtelfinale, in dem er dem Kasachen Arbi Muzijew mit 4:6 unterlag. Daneben erreichte Bedewka 2016 unter anderem das Viertelfinale beim Oleksandr-Hoduljan-Turnier und bei den Lviv Open und schied bei der ukrainischen Meisterschaft in der Freien Pyramide in der Runde der letzten 32 aus.
Anfang 2017 schied Bedewka bei der nationalen Kombinierte-Pyramide-Meisterschaft im Sechzehntelfinale aus. Auch bei seinen weiteren Teilnahmen an überregionalen Turnieren Jahr scheiterte er zumeist frühzeitig, so schied er beim Moskauer Bürgermeisterpokal in der Runde der letzten 64 und beim Savvidi Cup in der Runde der letzten 128 aus. Beim UBA Cup gelangte er einmal ins Achtelfinale. Im September 2017 gewann er das Archymed-Turnier in seiner Heimatstadt Mariupol.
Im Jahr 2018 nahm Bedewka lediglich an einigen kleineren Turnieren in Mariupol und Brjansk teil, wobei er unter anderem zwei Turniere gewann und einmal das Finale verlor.
Nach knapp drei Jahren Pause nahm Bedewka Ende 2021 in Odessa wieder an einem Turnier teil und schied im Sechzehntelfinale aus.

## Erfolge
| Ergebnis | Jahr | Turnier                              | Finalgegner          | Endstand |
| -------- | ---- | ------------------------------------ | -------------------- | -------- |
| Sieger   | 2010 | Ukrainische Meisterschaft (Fr. Pyr.) | Jewhen Palamar       | 7:3      |
| Finalist | 2010 | Buffalo Cup – Finalturnier           | Jaroslaw Tarnowezkyj | 0:2      |
| Finalist | 2011 | Ukrainische Meisterschaft (Fr. Pyr.) | Oleksandr Bojko      | 2:6      |
| Sieger   | 2014 | Turnier zum Unabhängigkeitstag       | Maxim Tjurin         | 7:2      |
| Sieger   | 2014 | Neujahrsturnier Brjansk              | Maxim Tjurin         | 3:0      |
| Sieger   | 2015 | Brjansk Open                         | Illja Kasatschenka   | 5:2      |
| Sieger   | 2017 | Archymed-Turnier                     | Kyrylo Hrynjuk       | 3:2      |
| Sieger   | 2018 | MFB-Meisterschaft                    | Wiktor Aschla        | 3:0      |
| Sieger   | 2018 | Brjansk Open                         | Wladimir Baidak      | 5:0      |
| Finalist | 2018 | Archymed-Turnier                     | Mychajlo Asarow      | 3:4      |

## Teilnahmen an Weltmeisterschaften
| Disziplin            | 1999              | 2000              | 2001              | 2002              | 2003              | 2004              | 2005              | 2006              | 2007 | 2008              | 2009              | 2010              | 2011              | 2012 | 2013 | 2014 | 2015 | 2016 | 2017  | 2018  | 2019  | 2020  | 2021  |
| -------------------- | ----------------- | ----------------- | ----------------- | ----------------- | ----------------- | ----------------- | ----------------- | ----------------- | ---- | ----------------- | ----------------- | ----------------- | ----------------- | ---- | ---- | ---- | ---- | ---- | ----- | ----- | ----- | ----- | ----- |
| Freie Pyramide       | ?                 | –                 | –                 | –                 | –                 | –                 | –                 | –                 | –    | –                 | –                 | –                 | –                 | –    | AF   | –    | –    | –    | n. a. | –     | –     | n. a. | –     |
| Dynamische Pyramide  | nicht ausgetragen | nicht ausgetragen | nicht ausgetragen | nicht ausgetragen | nicht ausgetragen | nicht ausgetragen | nicht ausgetragen | nicht ausgetragen | –    | nicht ausgetragen | nicht ausgetragen | nicht ausgetragen | nicht ausgetragen | L32  | –    | –    | –    | –    | n. a. | –     | n. a. | n. a. | n. a. |
| Kombinierte Pyramide | nicht ausgetragen | nicht ausgetragen | nicht ausgetragen | nicht ausgetragen | nicht ausgetragen | nicht ausgetragen | nicht ausgetragen | nicht ausgetragen | –    | –                 | –                 | –                 | –                 | –    | L32  | –    | –    | AF   | –     | n. a. | –     | n. a. | n. a. |

| Legende | Legende                               |
| ------- | ------------------------------------- |
| S       | Sieger                                |
| F       | Finalist                              |
| HF / H  | Halbfinalist                          |
| VF / V  | Viertelfinalist                       |
| AF / A  | Achtelfinalist                        |
| LX      | Niederlage in der Runde der letzten X |
| R2      | Niederlage in Runde 2                 |
| R       | Vorrundenaus/Niederlage in Runde 1    |
| –       | nicht teilgenommen                    |
| n. a.   | nicht ausgetragen                     |